# Ambra Migliori
Ambra Migliori (Frosinone, 10 marzo 1984) è un'ex nuotatrice italiana.

## Carriera
Specializzata nella farfalla, ed in particolare nelle distanze più brevi dei 50 m e dei 100 m, è stata detentrice del record italiano in vasca lunga dei 100 m con 59"11, stabilito a Pesaro il 30 giugno 2004 nel corso dei campionati italiani estivi assoluti.
A livello individuale ha conquistato la medaglia d'oro nei 100 farfalla ai Giochi del Mediterraneo 2005 di Almería e il quarto posto alle Universiadi 2005 di Smirne.
A lungo componente della 4 × 100 mista italiana, ha ottenuto con essa la medaglia di bronzo ai Giochi del Mediterraneo 2005 di Almeria, il quinto alle Universiadi 2005 di Smirne e il quinto ai Mondiali 2005 di Montréal.
È stata detentrice del record della staffetta 4 × 100 mista in vasca da 50 m con 4'04"90.

## Palmarès
| Giochi olimpici         | ---                       | 100 m farfalla          | ---                               | ---                               |
| 2004 Atene Grecia       | ---                       | 13ª in semifinale 59"53 | ---                               | ---                               |
| Campionati del mondo    | ---                       | 100 m farfalla          | ---                               | 4 × 100 m mista                   |
| 2005 Montréal Canada    | ---                       | 10ª in semifinale 59"54 | ---                               | 5ª - 4'04"90 frazione: 59"45      |
| Campionati europei      | ---                       | 100 m farfalla          | ---                               | ---                               |
| 2006 Budapest Ungheria  | ---                       | 15ª in batteria 1'00"43 | ---                               | ---                               |
| Europei in vasca corta  | 50 m farfalla             | 100 m farfalla          | 200 m farfalla                    | ---                               |
| 2004 Vienna Austria     | 16ª in semifinale 27"59   | 10ª in semifinale 59"84 | 22ª in batteria 2'16"94           | ---                               |
| Giochi del Mediterraneo | ---                       | 100 m farfalla          | ---                               | 4 × 100 m mista                   |
| 2005 Almeria Spagna     | ---                       | Oro 59"68               | ---                               | Bronzo: 4'11"85 frazione: 1'00"13 |
| Universiadi             | 100 m farfalla            | 200 m farfalla          | 4 × 200 m st. libero              | 4 × 100 m mista                   |
| 2005 Smirne Turchia     | 4ª 1'00"56                | ---                     | 7ª - 8'21"95 frazione: 2'06"09    | 5ª - 4'11"14 frazione: 1'00"46    |
| 2007 Bangkok Thailandia | 16ª 1'01"31               | ---                     | ---                               | ---                               |
| 2009 Belgrado Serbia    | 14ª in semifinale 1'01"46 | 8ª 2'14"38              | Bronzo: 8'06"14 frazione: 2'03"13 | ---                               |
| Europei giovanili       | ---                       | ---                     | ---                               | 4 × 100 m mista                   |
| 2000 Dunkerque Francia  | ---                       | ---                     | ---                               | 4ª :                              |

### Campionati italiani
2 titoli individuali e 9 in staffette, così ripartiti:
- 2 nei 100 m farfalla
- 1 nella 4 × 100 m sl
- 5 nella 4 × 200 m sl
- 3 nella 4 × 100 m mista

nd = non disputata
| Anno | Edizione    | st.libero 4 × 100 m | st.libero 4 × 200 m | farfalla 50 m | farfalla 100 m | farfalla 200 m | mista 4 × 100 m |
| ---- | ----------- | ------------------- | ------------------- | ------------- | -------------- | -------------- | --------------- |
| 2000 | Estivi      | -                   | -                   | -             | -              | -              | 3               |
| 2003 | Primaverili | -                   | -                   | -             | -              | -              | 2               |
| 2003 | Estivi      | -                   | -                   | -             | -              | -              | 3               |
| 2004 | Primaverili | -                   | -                   | -             | 3              | -              | 3               |
| 2004 | Estivi      | -                   | -                   | 2             | 1              | -              | 2               |
| 2004 | Invernali   | nd                  | nd                  | -             | 3              | -              | nd              |
| 2005 | Primaverili | -                   | -                   | -             | 2              | 3              | 2               |
| 2005 | Estivi      | -                   | -                   | -             | 2              | 3              | 3               |
| 2006 | Primaverili | -                   | -                   | -             | 2              | -              | -               |
| 2006 | Estivi      | -                   | -                   | -             | 2              | -              | -               |
| 2006 | Invernali   | nd                  | nd                  | 3             | 2              | -              | nd              |
| 2007 | Primaverili | 2                   | 1                   | 3             | 1              | 2              | 1               |
| 2007 | Estivi      | 1                   | 2                   | -             | 3              | -              | 1               |
| 2008 | Primaverili | 3                   | 1                   | -             | -              | -              | 1               |
| 2008 | Estivi      | -                   | 3                   | -             | 2              | 3              | 2               |
| 2009 | Primaverili | -                   | 1                   | -             | -              | -              | -               |
| 2009 | Estivi      | -                   | 1                   | -             | -              | -              | -               |
| 2009 | Invernali   | nd                  | nd                  | -             | -              | 2              | nd              |
| 2010 | Primaverili | -                   | 1                   | -             | -              | -              | -               |